# Utanpå allt
Utanpå Allt är Hansson de Wolfe Uniteds sjätte studioalbum från 1994
Skivan blev den första som bandet gav ut sedan gruppens upplösning 1986. Därefter dröjde det ytterligare 16 år tills nästa skiva, Elektriskt blått, kom.

## Bandet
- Lorne de Wolfe - text & musik, sång, bas, piano
- Dick Hansson - text, slagverk
- Claes Palmkvist - gitarr
- Ingrid Munthe - medtextförfattare spår 2

## Spår
1. Höglandskvinna - låglandsman (4:23)
2. Min religion (4:28)
3. I förvirringens tid (4:18)
4. Utanpå allt (4:27)
5. Du är inte ensam (4:23)
6. På snedden (3:15)
7. Samma kors (4:29)
8. Som månsken i din bädd (4:21)
9. Vad händer när säsongen är över (4:04)
10. Jag väljer dig (4:23)